# Blake Schilb
Blake Schilb (* 23. prosince 1983 Rantoul, Illinois, Spojené státy americké) je český basketbalista pocházející ze Spojených států amerických.

## Univerzitní kariéra
Mezi roky 2003–2007 hrál za univerzitní tým Loyolské Univerzity

## Klubová kariéra
- 2007–2009 ČEZ Nymburk
- 2009–2013 Élan Chalon
- 2013–2014 Crvena zvezda
- 2014–2015 Paris-Levallois
- 2015–2017 Galatasaray
- 2017–2018 Real Betis
- 2018–2020 Champagne Châlons-Reims
- od 2021 USK Praha

## Reprezentační kariéra
V srpnu 2015 získal Blake Schilb české státní občanství a zařadil se do české reprezentace. V roce 2019 patřil do týmu, který na mistrovství světa vybojoval 6. místo.
V roce 2021 patřil ke klíčovým členům týmu, který vybojoval v olympijské kvalifikaci účast na olympijských hrách v Tokiu.